# ○○不用努力也可以啦!!
《○○不用努力也可以啦!!》（○○ がんばらなくてもええねんで!!）是日本的女子偶像組合S/mileage的第2张单曲，於2010年7月28日由hachama发售。

## 概要
- 此單曲有4個版本，分別有「初回生産限定盤A - C」和「CD ONLY」。「初回生産限定盤A - C」收錄了「○○不用努力也可以啦!!」的PV。
- 此單曲收錄了兩首B面曲《○○不用努力也可以啦!!（Another Ver.）》和《微笑的美人》。
- 在8月9日於Oricon公信榜单曲每週排行榜取得第6位。

## 收錄内容

### CD
1. ○○不用努力也可以啦!!
（作詞、作曲：淳君　編曲：高橋諭一）
2. ○○不用努力也可以啦!!（Another Ver.）（○○ がんばらなくてもいいんだよ!!）
（作詞、作曲：淳君　編曲：高橋諭一）
3. 微笑的美人（スマイル美人）
（作詞、作曲：淳君　編曲：平田祥一郎）
4. ○○不用努力也可以啦!!(Instrumental)

### DVD（初回生産限定盤A）
1. ○○不用努力也可以啦!!（Dance Shot Ver. Black）

### DVD（初回生産限定盤B）
1. ○○不用努力也可以啦!!（Dance Shot Ver. White）

### DVD（初回生産限定盤C）
1. ○○不用努力也可以啦!!（Close-up Ver.）